# پاپ بونیفاس هشتم
بونیفاس هشتم (به لاتین: Boniface VIII) (۱۲۳۵ میلادی - ۱۱ اکتبر ۱۳۰۳ میلادی) یکی از پاپ‌های کلیسای کاتولیک رم بود که در ایتالیا به دنیا آمد و از ۱۲۹۴ تا ۱۳۰۳ میلادی پاپ بود.
بنیان‌گذاری دانشگاه ساپینزا رم از کارهای او بود.

## رابطه با فیلیپ چهارم و مرگ
پس از آن که فیلیپ چهارم، پادشاه فرانسه بدون مشورت با پاپ، بر عواید کلیسا مالیات بست، بونیفاس هشتم که متوجه تهدیدی که تردید رو به فزونی نمایندگان کلیسا بین وفاداری به پادشاهان در مقابل تبعیت از پاپ نسبت به ادعای حاکمیت عمومی پاپ به عنوان جانشین مسیح پدید می‌آورد، شده بود، در پاسخ سال ۱۲۹۶ میلادی با صدور فرمانی تحت عنوان «کلریکوس لایکوس» روحانیون را از پرداخت هرگونه مالیات به هر شکلی به هر حاکم سکولار منع کرد. او پا را فراتر نهاد و در سال ۱۳۰۲ میلادی با صدور فرمان پاپی دیگری تحت عنوان «اونام سنکتام»، «رستگاری هر انسان» را صرفاً منوط به «پایبندی به پاپ رم» دانست.
فیلیپ چهارم در پاسخ خواهان تشکیل شورایی جهت محاکمه بونیفاس هشتم به اتهام «بدعت‌گذاری، کفرگویی، قتل، لواط، جادوگری و عدم پایبندی به روزه» شد. با اقدام پاپ به تکفیر فیلیپ چهارم، پادشاه فرانسه را ترغیب به توسل به زور علیه او کرد. بدین ترتیب در ۷ سپتامبر سال ۱۳۰۳ میلادی عوامل پادشاه به کمک نیروهای ایتالیایی ضد پاپ، بونیفاس هشتم را در نزدیکی رم دستگیر کردند تا او را وادار به لغو حکم تکفیر و حضور در شورای مذکور نمایند. با این وجود، در پی تشنج به پا شده، بونیفاس سه روز بعد توسط مردم محلی آزاد شد اما در عرض یک ماه در اثر شوک وارد آمده درگذشت.